# Гетто в Крынках (Могилёвская область)
Гетто в Кры́нках (лето 1941 — 2 апреля 1942) — еврейское гетто, место принудительной концентрации и изоляции еврейских детей санатория «Крынки», расположенного неподалёку от деревень Крынка и Дараганово Осиповичского района Могилёвской области, и еврейских детей из близлежащих детских домов в процессе преследования и уничтожения евреев во время оккупации территории Белоруссии войсками нацистской Германии в период Второй мировой войны.

## Оккупация деревни и создание гетто
Деревня Крынка была захвачена немецкими войсками 30 июня 1941 года, и оккупация продлилась до 28 июня 1944 года. После начала войны большинство воспитателей, за исключением только нескольких человек и заведующей, бросили детей, оставшихся в санатории, и ушли. В первые месяцы многих детей смогли забрать родители, а из оставшихся тех, кто был постарше и сам мог добраться до дома, отпустили. Остались, в основном, еврейские дети, родители которых, даже если не были убиты, в подавляющем большинстве стали узниками многочисленных гетто и не имели возможности свободно передвигаться.
Внутри санатория немцы, реализуя гитлеровскую программу уничтожения евреев, создали детское гетто, отделив еврейских детей от остальных и согнав их в один большой зал. Затем к ним добавились дети-евреи из числа воспитанников Дарагановского, Корытнянского, Лапичского и Осиповичского детских домов, которые в полном составе были переведены в санаторий «Крынки».

## Условия в гетто
Еврейских детей заставили пришить на одежду жёлтые звёзды. Их содержали в такой тесноте, что они спали на полу, тщетно пытаясь спастись от холода подстилкой из сухих листьев. Помещение, в котором жили дети, не отапливалось даже ранней и очень холодной зимой 1941—1942 годов, и ещё в конце осени у многих детей уже были обморожения. Только в самом конце ноября, когда морозы стали смертельно низкими, полицаи издевательски разрешили выдавать на обогрев огромного помещения по три полена в день.
Осенью 1941 года всех малолетних узников заставляли работать в поле. Еврейских детей гоняли на уборку только капусты и свёклы, и до зимы эти овощи были практически единственной их пищей. С наступлением зимы исчезла и эта возможность — питаться хотя бы сырой капустой и свёклой. Зимой на ребёнка выдавали только 100 граммов хлеба в день. Иногда детям, несмотря на запрет, удавалось выхватить немного объедков из мусорного ящика во дворе. С наступлением весны дети обгрызали почки с растущей во дворе санатория ели.
Надзирал за порядком в детдоме полицейский, который сёк детей плёткой из распущенного троса. За малейшую «провинность» детей сажали в специально оборудованный карцер, куда зимой для бо́льших мучений подкидывали снег. За лишнее полено в печке сажали в карцер на трое суток, за картофелину, вынутую из корыта у свиньи — на пять суток.
Больных не лечили, и зимой почти каждый день кто-нибудь из детей умирал от холода и голода. По словам свидетелей, полицаи их даже не хоронили, а выкидывали под лёд на реке Птичь. Некоторых детей с обморожениями отсылали в Осиповичи, где их тоже не лечили, а давали официальную справку о бесполезности лечения и в тот же день расстреливали на городском кладбище.

## Уничтожение гетто
2 апреля 1942 года перед рассветом в комнату-гетто пришли полицейские с воспитателями. Они заставили ничего не понимающих детей выйти во двор, рассказывая, что их переводят в другой детский дом с лучшими условиями.
Во дворе детей выстроили в колонну в две шеренги, а самых маленьких (от нескольких месяцев до трёх лет) погрузили на две подводы и проверили всех по списку. Валя Фридлянд и Рая Винник убежали и спрятались под кровать, их вытащили и привели обратно.
Колонну детей повели в сторону Крынок. Вместе с детьми на смерть вели рентгенолога санатория Рохлину и медсестру Марию — польскую крещённую еврейку, которой позволяли уйти, но только без 10-летнего сына, находящегося в колонне. Мария не оставила ребёнка и была убита вместе с ним.
Местных жителей с раннего утра отвели в лесное урочище «Галны» в 3 километрах от деревни Крынка и заставили выкопать яму. К вечеру к яме подошла колонна обречённых обессиленных детей, которых уже ждали полицаи и крытый грузовик бобруйского СД с расстрельной командой.
Полицейские окружили детей и начали вызывать по списку по 7-8 человек. Их погоняли к яме, сбрасывали вниз, а немцы расстреливали детей сверху от края ямы. Самых маленьких, не умеющих ходить, просто швыряли в яму прямо с подводы. После того, как все дети были убиты, полицейские и старшие дети, пригнанные из бывшего санатория «Крынки», засыпали братскую могилу.
В этот день 2 апреля 1942 года были убиты 84 (82) еврейских ребёнка в возрасте до 12 лет.

## Мучители и палачи
Немцы непосредственно в руководство детского дома не входили. На должность директора этого детского концлагеря-гетто оккупанты поставили военнопленного украинца Шипенко, бывшего майора Красной Армии.
Однако, по свидетельствам очевидцев и по материалам расследования установлено, Шипенко не был замечен в издевательствах над детьми. Садистскими наклонностями отличалась заместитель директора по хозяйственной части Вера Жданович, которую дети ненавидели, а за злобность и любовь к мучительству прозвали «немкой». Жданович прямо в детском доме, на глазах полуживых детей, устраивала обильные вечеринки для немецких офицеров, а дети от запаха еды падали в обморок. Партизанам один раз удалось избить её до полусмерти, но она выжила, а после войны была осуждена почему-то только на 10 лет.

## Случаи побегов и спасения
О готовящемся расстреле некоторые дети узнали заранее, потому что об этом проболтался сын директора санатория. Один мальчик, Изя Гуревич, совершил побег, но, прожив день в лесу, вернулся в санаторий. Дети его спрятали на чердаке и тайком кормили, но кто-то из взрослых донёс, и за ребёнком лично приехал начальник управы Осиповичского района Горанин. Мальчика увезли и убили, о его судьбе ничего больше неизвестно.
Из колонны обречённых на смерть детей смог сбежать 11-летний Владимир Свердлов. Шедший рядом с ним более старший подросток Яков из Мозыря (фамилия осталась неизвестной), которого Владимир уговаривал бежать вместе, не смог от жалости оставить малышей, которые цеплялись за него, и был убит вместе со всеми. Володя Свердлов, с повреждённой ногой и высокой температурой, почти два месяца скитался по лесам, хуторам и деревням в поисках хоть какой-то еды. Однажды он упал без сознания и 27 мая 1942 года был найден жительницей деревни Макаричи Александрой Звонник. Два года она кормила мальчика и прятала у себя в доме от немцев и полицаев, рискуя своей жизнью и жизнями двоих собственных маленьких детей — за укрывательство еврея немцы убивали всю семью. Владимир Свердлов оказался единственным еврейским ребёнком, выжившем в гетто санатория Крынки.
Александра Кирилловна Звонник в 2004 году была удостоена почётного звания «Праведник народов мира» (посмертно) от израильского мемориального института «Яд Вашем» «в знак глубочайшей признательности за помощь, оказанную еврейскому народу в годы Второй мировой войны».

## Память

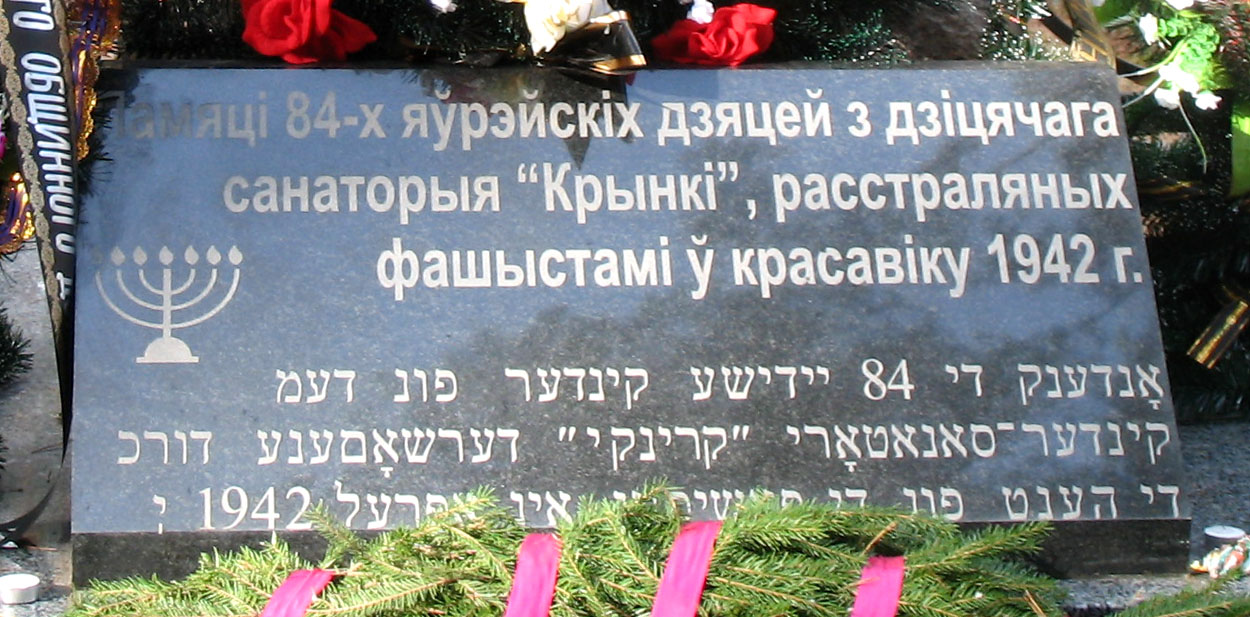
Надпись на памятнике

Выживший узник — Владимир Семёнович Свердлов — нашёл в лесу место убийства еврейских детей из санатория «Крынки» и на свои деньги, которые ежемесячно откладывал от пенсии, при содействии властей Осиповичского района и Дарановского сельского совета, 27 октября 2006 года поставил на этом месте новый памятник вместо установленного в 1960-е годы (в 1975) и сильно обветшавшего — в урочище Галны возле деревни Крынка. Памятник называют «Детским камнем», а ставил Свердлов его за свои деньги не потому, что не нашлось бы спонсоров, а по внутреннему чувству обязанности перед погибшими сверстниками. На камне надписи по-белорусски и на идиш: «Памяти 84 еврейских детей из детского санатория „Крынки“, расстрелянных фашистами в апреле 1942 года».
Стараниями исследователя Владимира Киселёва, сотрудников еврейских организаций и дарагановских школьников удалось восстановить 2 взрослых и 13 детских имён из убитых.
Некоторые воспитанники санатория «Крынки», оставшиеся в живых, иногда съезжаются к детской могиле в урочище «Галны». Несколько из них помнят подробности дня расстрела еврейских детей, потому что их как старших ребят пригнали тогда засыпать землёй расстрельную яму с детскими телами.